# San Carlos de Bolívar
San Carlos de Bolívar är en kommunhuvudort i Argentina.   Den ligger i provinsen Buenos Aires, i den centrala delen av landet, 300 km sydväst om huvudstaden Buenos Aires. San Carlos de Bolívar ligger 96 meter över havet och antalet invånare är 26 242.
Terrängen runt San Carlos de Bolívar är mycket platt.
Trakten runt San Carlos de Bolívar består till största delen av jordbruksmark. Runt San Carlos de Bolívar är det mycket glesbefolkat, med 6 invånare per kvadratkilometer.